# 横手市立横手北小学校
横手市立横手北小学校（よこてしりつ よこてきたしょうがっこう）は、秋田県横手市八幡にある公立小学校。

## 概要
現行の横手北小学校は、境町小学校・黒川小学校・金沢小学校との統合によって誕生した学校で、現行の校舎もこの際に新築されたものである。かつて、1996年に朝倉小学校へと統合されて閉校した同名の学校があるが、それについては#沿革の節で解説する。なお、本記事内においては特記しない限り現・横手北小（2016 - ）について解説する。
校舎は鉄筋コンクリート構造・鉄骨構造の3階建て。設計を大嶋設計事務所、施工は横手・伊藤・半田JVが行った。校舎内では木材を多用しており、3階壁面に設置されたソーラーパネルでは非常用の電源となるように蓄電がされている。
横手北中学校と近接しており、グラウンドや駐車場は中学校と共同で使用している。

## 沿革

### 略歴

#### 創立と校舎移転の歩み
横手北小学校という名前の学校は現行の学校が開校する前にも存在し、それは1996年に閉校した「横手北小学校（初代）」である。初代横手北小学校は、1874年設立の「育英学校」を起源とし、横手学校、横手小学校、横手尋常高等小学校などと校名の改称や校舎移転を経て、1908年に児童数増加のため女子部を「横手女子尋常高等小学校」として分離。これが後に横手北小学校となる学校である。なお、分離元である横手尋常高等小学校は後に横手南小学校となる。
分離当初、校舎は横手尋常高等小学校に併設されていたが、1911年5月23日に独立校舎が完成し、移転。この日を開校記念日とした。校舎は現在市立横手病院があるあたりにあり、1913年4月9日には現在の横手城南高校に当たる「町立実科髙等女學校」が仮校舎として本校の校舎の一部を使用して開校、1922年（大正11年）5月1日には旧育英書院跡地であり、現在は横手城南高校グラウンドとなっている場所に独立校舎が完成し、移転した。その後、学校教育法によって「横手町立横手北小学校」となった1947年に男女共学となった。1960年1月に校舎は横手公園に近接する高台（根岸下丁、現在横手城南高校の校舎がある場所）へ移転した。

#### 根岸下丁への校舎移転の経緯
根岸下丁（現在横手城南高校の校舎がある場所）へ移転する前の校舎は、建築から40年余りが経過していることと、度重なる横手川の洪水に見舞われ老朽化が著しく進行していた。また、校舎狭隘でかつ拡張する用地もなく、新築移転するにも財源がないという状態であった。さらに、学区制がひかれたこの当時、横手南小学校と非常に近接していたため、横手南小は更に南側へ、横手北小は更に北側へと移転するべきだとの地域住民からの声もあったが、歴史深い横手南小地域に住む住民は横手南小の移転に反対。結果的に横手北小が移転することになった。
これに加え、横手町は町村合併の過程で市制施行し横手市となり、横手川湖畔の横手南小前にあった市庁舎は、行政サービスの拡大に追いつけず施設狭隘が問題となっていた。また、市立横手病院も施設老朽化のため移転が迫られていたため、横手病院を横手北小跡地に移し、横手病院跡地には市役所庁舎を移転するという筋書きがこの当時には出来上がっていた。横手病院が位置していた場所は、かつて横手町役場が置かれた場所であり、由緒ある地であったことも、病院跡地への庁舎移転に繋がったとされる。
市は、横手北小の移転先は横手第二中学校の隣接地とし、横手第二中学校は台所館（現・新坂町）の横手第三中学校と統合した上で、第二中校舎の一部を横手北小校舎として利活用するという計画を発表した。ただ、横手北小の移転場所について北小学区の地域住民は反対し、また二中・三中の統合についても賛同を得ることができなかった。しかし、先述した通り横手北小の移転がなければ市庁舎、病院の移転も進めることができなかったため、市はこれを強行するしかない状況であった。
1954年（昭和29年）には二中・三中の統合を前提に、三中校舎を台所館（新坂町）に新築。1956年（昭和31年）には横手北小新校舎の一部が完成、この校舎は「城北分校舎」と名付けられ、段階的に3、4、6年生の児童を新校舎へ引っ越しをした。その後、財政難などにより新校舎建築に難航するが、1958年（昭和33年）5月に教室3棟と屋内体操場が完成。この時点で、旧校舎では残りの1、5年生の自動が授業を受けており、校舎も段階的に解体されていた。
1958年8月の臨時議会により、二中・三中の統合が可決され、同年9月1日より「横手市立鳳中学校」として創立した。ただ、この時点では名目上の統合であり、二中・三中のそれぞれの校舎で授業を受けていた。その後、1959年（昭和34年）に三中校舎を増築し、二中校舎の生徒が三中校舎へ移転したことにより統合が完了した。
1959年7月3日より横手病院の新築工事が始まり、横手北小の1、5年生はその工事の側で授業を受けることになったが、危険であるため同年7月末より1、5年生の児童も新校舎へと移転。ただ、この時点で新校舎には全校児童を収容できるだけの教室がなかったため、旧二中の校舎を一部借りて授業を行った。その後、先述した通り二中校舎の生徒が三中校舎へ移転したため、旧二中校舎の一部の教室も利用し始め、1960年（昭和35年）1月23日より授業を開始した。

#### 校舎改築叶わずして閉校へ
校舎は火災などによって度重なる増改築が行われ、複雑に入り組んでおり、老朽化も著しかった。そこで、1991年に校舎改築準備委員会が学校関係者によって結成、市や市教育委員会などに対して働きかけを行った。ところが、1993年に市は横手北小を朝倉小・横手南小へ統合する計画を示したことにより、委員会の目的は校舎改築から北小存続に変わった。当時、横手北小には330人ほどが在籍していたが、児童数が減少傾向にあることなどから、将来を見据えて再編が必要であると市は主張し、1994年には横手北小の廃止（統合）に関する条例が可決した。横手北小は朝倉小へと統合されることになったが、児童の一部は横手南小へも振り分けられた。閉校後、横手北小校舎の跡地には1999年に横手城南高校が新校舎を建築し、移転してきた。
1997年に横手北小は消滅したが、そこから10年ほど経過した2010年代。横手市北部地域の3小学校（境町小・黒川小・金沢小）は児童数減少のため再編されることになり、その統合小学校の名称が「横手北小学校」となった。ただ、先述した横手北小学校（初代）とは名称が一緒というだけで直接的な関係はなく、学校のウェブサイト記載の沿革にも初代横手北小学校に関する記述は見られない。
境町小・黒川小・金沢小の3校統合にあたって、3校のみの統合では他校との児童数の均衡が図れない他、朝倉小・旭小・横手南小の学区に近い場所に校舎を建設するため、通学区域の再編が行われることになり、境町小・黒川小・金沢小の学区と朝倉小・旭小・横手南小の一部学区が横手北小学区へと再編された。

### 年表
初代・横手北小時代
以下、注釈の無い項目は『横手市史 昭和編』（1981年、横手市史編さん委員会）によるもの。
- 1908年4月1日 - 「横手女子尋常高等小学校」として独立。
- 1911年5月 - 独立校舎が竣工。
- 1913年4月9日 - 横手町立実科髙等女學校（現在の秋田県立横手城南高等学校）が本校に併設する形で開校。
- 1922年4月1日 - 横手町立実科髙等女學校が独立校舎へ移転。
- 1928年7月 - 高等科を分離し「横手女子尋常小学校」と改称。
- 1941年4月1日 - 国民学校令により「横手女子国民学校」と改称。
- 1944年3月 - 高等科を併設。
- 1947年4月1日 - 学校教育法（現行法）により「横手町立横手北小学校」と改称。男女共学となる。
- 1951年4月1日 - 市制施行により横手市が発足し「横手市立横手北小学校」と改称。
- 1958年10月25日 - 校歌を制定[19]。
- 1960年1月 - 校舎移転が完了。
- 1997年3月31日 - 閉校。

2代目・横手北小時代
以下、注釈の無い項目は学校の公式サイトの情報によるもの。
- 2016年
  - 4月1日 - 旧境町小学校・旧黒川小学校・旧金沢小学校を統廃合し、また朝倉小・旭小・横手南小の一部学区も編入して、開校。校章も制定。
  - 4月6日 - 最初の始業式挙行。
  - 4月8日 - 第1回入学式挙行。最初の新入生は56名。この56名を含め、全校児童285名でスタートした。
  - 4月23日 - 開校記念式典挙行。PTA総会開催。
- 2017年
  - 3月16日 - 第1回卒業証書授与式挙行。最初の卒業生は38名。
  - 12月1日 - 校歌制定。この日を開校記念日と定めた。
- 2020年
  - 3月2日 - 新型コロナウイルス感染症予防対策のため、3月21日まで臨時休校の措置を採った。
  - 3月17日 - 第4回卒業証書授与式挙行したが、新型コロナウイルス感染拡大の影響で、卒業生と教職員のみの参加となった。
- 2022年6月3日 - 測量の日であることにちなみ、横手市測量協会が経緯度標を寄贈[20]。

### 児童数の変遷
| 年                 | 児童数 |
| ------------------ | ------ |
| 1908年（明治41年） | 856    |
| 1912年（明治45年） | 946    |
| 1916年（大正5年）  | 1,105  |
| 1921年（大正10年） | 1,222  |
| 1926年（大正15年） | 1,338  |
| 1930年（昭和5年）  | 1,377  |
| 1935年（昭和10年） | 1,522  |
| 1940年（昭和15年） | 1,571  |
| 1945年（昭和20年） | 2,127  |
| 1952年（昭和27年） | 1,332  |
| 1957年（昭和32年） | 1,405  |
| 1962年（昭和37年） | 1,105  |
| 1967年（昭和42年） | 903    |
| 1972年（昭和47年） | 830    |
| 1977年（昭和52年） | 710    |
| 1980年（昭和55年） | 666    |
| 1985年（昭和60年） | 507    |
| 1989年（平成元年） | 404    |
| 1993年（平成5年）  | 335    |

## 校歌
横手北小学校校歌
- 作詞：高橋宏希
- 補作詞：横手北小学校校歌制定検討委員会
- 作曲：橋本祥路

歌詞などは学校の公式サイトを参照。
横手北小学校（初代）校歌
- 作詞：弾正 親
- 作曲：佐藤長太郎

## 学区
- 旧黒川小学校・旧境町小学校・旧金沢小学校の学区
- 横手南小学校学区のうち、横手町字三ノ口・横手町字六ノ口
- 朝倉小学校学区のうち、卸町・静町・睦成（国道13号より西側で、かつJR奥羽本線より西側の地域）・みたけ、杉目のそれぞれJR奥羽本線より西側・八幡、横手町の国道13号より西側
- 旭小学校学区のうち、三本柳（一部を除く）・赤坂字伏山

## 周辺
- 横手学校給食センター - 同一敷地内
- 横手市立横手北中学校 - 敷地が隣接、主な進学先でもある[25]。
- 秋田県道71号大曲横手線